# Палестина в эпоху Айюбидов
Палестина в эпоху Айюбидов — средневековое мусульманское государство во главе с курдской династией Айюбидов (1174—1250 годы), завоевавших христианское Иерусалимское королевство в 1187 году. У данного мусульманского государства были подвижные границы из-за постоянных войн. Наибольшая территория в 1188 году включала Иерусалимское королевство полностью. Правителем, в момент наибольшего завоевания территории Иерусалимского королевства, был египетский султан (с 1174 по момент смерти в 1193 году) Саладин (1137—1193 год). В 1250 году династия Айюбидов была свергнута собственными рабами-мамлюками, соответственно территория перешла под египетское управление мамлюков до Османского (турецкого) владычества. Несмотря на короткий период правления, династия айюбидов оказала преобразующее влияние на регион, изменив шиитское течение ислама на суннизм. Саладин сегодня широко известен победой над крестоносцами и возвращением Иерусалима через 99 лет после того, как сами крестоносцы завоевали город у фатимидов Египта.

## Завоевание айюбидами Иерусалимского королевства
Айюбиды — главные организаторы борьбы с крестоносцами. Айюбиды первыми в мусульманском мире стали воплощать, провозглашённую до них атабеком Сирии Занги, идею религиозной и священной для ислама войны с крестоносцами (джихад). Салах ад-Дин, уже захватив власть в фатимидском Египте (1169 год) и Сирии, но ещё не получив титул султана династии айюбидов, начал завоевание Иерусалимского королевства в 1170 году с крепости крестоносцев на пути из Мекки в Египет и Газу — Эйлата. В 1174 году Саладин получил от аббасидского халифа титул султана. В 1177 году набег Саладина на Иерусалимское королевство из Египта был отражён в Битве при Монжизаре близ Рамлы, но уже в 1179 году, при вторжении со стороны Сирии, в Битве при Мардж-Уюне Саладин одержал победу и разрушил замок Ле Шастейе в битве у брода Иакова. В 1180 году Салах ад-Дин был вынужден заключить перемирие с Балдуином IV из-за чумы. В 1182—1183 году серия стычек (Битва у замка Бельвуар, Битва при Аль-Фуле) не привела к получению преимущества ни одной из сторон. В 1187 году айюбиды осадили Тверию, начав с неё захват Восточной Галилеи. Успех в битве при Крессоне недалеко от Назарета в 1187 году стал прологом успешного захвата Иерусалима по результатам битвы при Хаттине. После успешной осады Иерусалима(1187) за короткое время айюбидами были взяты: Акра, Наблус, Яффа, Торон, Сидон, Бейрут, Цфат, Аскалон, Хайфа, Кесария, Рамла, Газа, Латрун и другие. Город Хеврон был завоёван в 1187 году с помощью евреев. Крестоносцы укрылись в единственном не сдавшемся городе Тире под властью Конрада Монферратского. В плен были взяты король Иерусалимского королевства Ги де Лузиньян(отпущен Саладином в 1188 году), великий магистр ордена тамплиеров Жерар де Ридфор. Айюбиды стали правителями Леванта, однако уже в 1189 году произошло военное столкновение с Ричардом Львиное Сердце. Во время правления айюбидов были разрешены христианские паломничества в Иерусалим и Храм Гроба Господня оставался в руках христиан.

## Изменения границ государства во время войн
В период 1187—1250 годов большая часть Палестины контролировалась айюбидами, за исключением 1229—1244 годов, когда Иерусалим и другие, святые для христиан места, были отвоеваны. В этот период почти каждая часть территории неоднократно переходила из рук в руки крестоносцев и айюбидов. Потеря Иерусалимского королевства в 1187 году вызвала третий крестовый поход (1189—1192) под руководством Ричарда Львиное Сердце и при участии Фридриха I Барбароссы. После двухлетней осады крестоносцам удалось взять Акко (1191), а затем победить в битве при Арсуфе(1191), захватить в 1192 году Ашкелон и победить в битве при Яффе(1192). Был заключен мирный договор— Яффский договор (1192), по которому за христианами осталась приморская полоса от Яффы до Тира. Столицей крестоносцев стал Акко (до 1291 года), Ашкелон был возвращён айюбидам, а также Иерусалим остался под мусульманским контролем, что стало причиной шестого крестового похода(1228—1229). Иерусалим, Вифлеем, Назарет, Сидон и ряд других близлежащих замков были возвращены христианам султаном Аль-Камилем из династии айюбидов в 1229 году. Купол Скалы и мечеть аль-Акса остались под контролем мусульман. В 1230 году эмиры Сирии пыталась, но не смогли стать независимыми. В 1244 году армия из Хорезма, призванная 8-м султаном айюбидов ас-Салихом, взяла Иерусалим и истребила христианское войско близ Газы. В 1247 году ас-Салих предпринял наступление против крестоносцев в Галилее, захватив Тверию, крепость Тавор, после чего двинулся к Ашкелону и разорил город. Все эти события вызвали Седьмой крестовый поход (1248—1254), окончившийся неудачей крестоносцев, однако победа в этом походе была одержана уже мамлюками.
В 1253 году был подписан договор между айюбидами и мамлюками, по которому Египет и Палестина до Наблуса отходила мамлюкам, а Сирия— айюбидам.

## Политическое устройство государства айюбидов
Первым султаном айюбидов на период 1174—1193 годов стал сам Саладин (1137—1193).
После смерти Саладина в 1193 году айюбиды Сирии и Египта так соперничали между собой за власть, что временами вступали в сговор с крестоносцами друг против друга.
Правление Айюбидов в этих двух регионах различалось, так в Сирии каждый крупный город управлялся как относительно независимое княжество во главе с членом семьи айюбидов, в то время как в Египте правление было централизованным. Местные правители назывались шейхами. Высшим правительственным органом государства был диван. Айюбиды вербовали себе зависимую, но не подчиненную в административном отношении элиту передачей вакфа (пожертвования). Резиденцией правительства айюбидов от правления Саладина с 1170-х годов до правления аль-Адиля в 1218 году был Дамаск.
Эмиры Сирии управляли и Палестиной, правитель Дамаска нёс ответственность за Иерусалим.
Перед смертью (1193 год), Саладин разделил свои владения между родственниками: Сирию, Палестину и Йемен получил один из семнадцати сыновей Саладина—его старший сын аль-Афдал (1169—1225), став эмиром Дамаска.
Губернатором северных провинций (1192—1193), после смерти Салах ад-Дина, стал его брат аль-Адиль(1145—1218), султаном для него сначала был второй сын Саладина —аль-Азиз(1171—1198), затем внук Саладина и сын аль-Азиза— аль-Мансур(1188—1216).
Аль-Адиль победил всех потомков своего брата Саладина в борьбе за власть и, в дальнейшем, сам стал султаном и правил Египтом и Сирией на протяжении почти двух десятилетий (1200—1217), сын аль-Камиль помогал ему.
Аль-Адилю досталась страна, которая находилась в состоянии войны в течение двух десятилетий. Он восстановил султанскую казну, провел реформы валюты и налогообложения, расширил торговлю с европейскими государствами, рассчитывая на мир, сумел в 1212 году положить конец соперничеству между двумя ветвями рода айюбидов выгодным браком своей дочери, в октябре 1210 года заключил Тридцатилетнее перемирие с царицей (мепе) Грузии Тамарой.
В 1218 году, когда аль-Адиль умер, брату султана аль-Камиля(1177—1238)— аль-Муаззаму (умер в 1227 году) досталась Палестина и Трансиордания на период 1218—1227 годы. Иерусалим был основной резиденцией аль-Муаззама, который был единственным правителем айюбидов с особым отношением к городу, однако в 1219 и в 1220 году он уничтожил крепостные стены города из-за страха перед крестоносцами. Из-за борьбы братьев за власть аль-Камиль, как султан Египта, сделал множество предложений мира крестоносцам, в частности было предложено вернуть Иерусалим и восстановить его стены, вернуть Истинный Крест, но все они были отклонены в связи с влиянием папского легата Пелагия. В 1219 году аль-Камиль встречался с Франциском Ассизским(1182—1226), мечтавшим обратить султана в христианство. В 1221 году аль-Камиль снова предложил крестоносцам мир, предложив сдать всю территорию Иерусалимского королевства, за исключением Трансиордании, в обмен на эвакуацию крестоносцев из Египта, и снова получил отказ, после чего открыл плотины на Ниле, вызвав наводнение и вынудив крестоносцев заключить мир на 8 лет. После смерти аль-Муаззама в 1227 году, аль-Камиль и другой его брат аль-Ашраф заключили договор, по которому Палестину аль-Камиль оставил себе, а Сирию передал аль-Ашрафу.
В 1229 года аль-Камиль заключил десятилетний мир с Фридрихом II(1194—1250) и вернул святые места (Вифлеем, Назарет, Иерусалим), а также Верхнюю Галлею с замками, крестоносцам по договору «Тель элъ-Аджуль-Яффо».
В 1234 году аль-Камиль сделал эмиром Дамаска ас-Салиха(1205—1249), в 1240 году ас-Салих стал султаном айюбидов и переехал из Сирии в Египет.
1244 год считается концом христианского правления в Иерусалиме, так как по приглашению ас-Салиха хорезмийцы отвоевали Иерусалим, ранее переданный айюбидами крестоносцам, и победили в битве при Форбии недалеко от Газы дядю ас-Салиха, правителя Сирии ас-Салиха Исмаила, который находился в союзе с крестоносцами Иерусалимского королевства.
В 1244—1260 Иерусалим многократно переходил из рук в руки, но династия айюбидов в Иерусалиме сохранялась.
С 1260 года— правителями Иерусалима стали мамлюки, хотя правление айюбидов в Египте фактически закончилось в 1250 году, когда мамлюки убили сына ас-Салиха, султана аль-Муаззама Туран-шаха..
Ас-Салих был последним крупным правителем айюбидов, способным удерживать под своим контролем Египет, Палестину и Сирию.

## Население
До завоевания Палестины айюбидами, ее население было христианским, в Иерусалиме на момент его захвата айюбидами сосредоточилось 60 000 человек, все они стали военнопленными и могли освободиться только за выкуп.
При айюбидах в Палестине и Трансиордании проживало ~500 000 человек, в Иерусалиме осталось 10 000 человек. Главной мечетью Палестины стала мечеть Аль-Акса. Так как страна была покинута мусульманским населением, Саладин призвал мусульман возвратиться в Иерусалим. Саладин был курдом, правители айюбидов поселили многие курдские племена в Палестине и большие курдские общины образовались в Иерусалиме, Хевроне и Шхеме.
Айюбиды, изгнав крестоносцев, терпимо относились к другим своим подданным-немусульманам — зимми, платившим подушный налог джизью. По сообщению Иехуды Алхаризи, евреям, особенно к бежавшим из Иерусалима при крестоносцах, было предложено вернуться. По Яффскому договору 1192 года оставление Иерусалима под исламским контролем гарантировало, что евреи могут оставаться в городе, поскольку, в отличие от крестоносцев, Саладин проявлял терпимость к евреям, паломникам-христианам будет разрешено входить в Иерусалим, и христианам, и мусульманам можно безопасно путешествовать по Святой Земле, а побережье от города Тира до Яффо доставалось христианам.
В хронологии Палестины отмечено сильное землетрясение в 1202 году.
В 1216 году в Иерусалиме проживала значительная еврейская общину, в том числе выходцы из Франции и Магриба, а также переселенцы из Ашкелона. Евреи играли важную роль в торговле, производстве, финансах и медицине, так видный деятель каирской еврейской общины Маймонид(1138—1204) был врачом при египетском дворе. Внутри еврейской общины Палестины существовало меньшинство караимов.
Однако был введен ряд правил, в том числе запрет на употребление алкоголя, религиозные процессии и звон церковных колоколов. Христианские церкви, за редким исключением, были обращены в мечети. Церковь св. Анны в Иерусалиме была превращена в медресе.
Крупные христианские общины Палестины говорили на арамейском языке и были коренными жителями этого района, в основном принадлежавшими к сирийской православной церкви. Они жили в деревнях с христианским или смешанным христианско-мусульманским населением, монастырях и в небольших городах, где, по-видимому, были в дружеских отношениях со своими соседями-мусульманами. Идеологически их возглавлял Антиохийский Патриарх.
В 1244 году Иерусалим был захвачен хорезмскими тюрками, христианское население было истреблено, евреи изгнаны.

## Экономика
Опасаясь вторжения европейцев, мусульмане опустошили прибрежную равнину Палестины, тем самым обрекая регион на запустение и отсталость. Были разрушены замки крестоносцев в Галилее: на горе Тавор, Баниас, Бельвуар (сейчас руины замков стали национальными парками Израиля). Замок Монфор не был захвачен айюбидами, всего было 36 замков и 17 гарнизонных фортов. История Иерусалима в средние века была историей упадка, Иерусалим айюбидов, потеряв статус столицы и религиозного центра, стал провинциальным городом. В 1219 году, боясь возврата крестоносцев, правитель Иерусалима аль-Муаззам, до этого много строивший в городе, приказал разрушить стены Иерусалима. В результате частых военных действий в период правления айюбидов Тверия была разрушена, население уменьшилось, город пришел в упадок и, находясь с 1247 года под властью айюбидов, долгое время до XVI века оставался небольшим и малозначительным. В то же время айюбиды стремились торговать с Европейскими государствами, так в период правления айюбидов в Европу были завезены кунжут, рожковое дерево, просо, рис, лимоны, дыни, абрикосы и лук-шалот.
Несмотря на широкую, но облагаемую налогами торговлю через Средиземное море, доступ к Красному айюбиды европейцам перекрыли, сосредоточив торговлю товарами этого региона в своих руках.

## Образование
Хотя Айюбиды принадлежали к Шафиитскому мазхабу, они построили школы для обучения всем четырем суннитским системам религиозно-правовой мысли. Саладин создал систему вакфа, которая поддерживала школы и мечети.

## Наука, история, медицина, философия
Особый интерес айюбиды проявляли к областям медицины, фармакологии и ботаники, в Иерусалиме работал врачом ботаник Рашидун ас-Сури.
В Палестине эпохи айюбидов жил арабский историк и мусульманский правовед, биограф Салах ад-Дина Бахауддин ибн Шаддад (1145—1234), который также выполнял обязанности судьи (кади) в Иерусалиме (1188—1192). Его книга «Саладин. Победитель крестоносцев» переведена на русский язык.
Учился, в том числе и в Иерусалиме, путешествовал по Палестине курдский историк Ибн аль-Асир(1160—1233).
Маймонид(1138—1204) жил в правление айюбидов, но не в Палестине, а в Египте. По Палестине он путешествовал в 1165 году, после смерти перезахоронен в Тверии. В еврейской общине Акко того времени развернулась полемика об учении Маймонида.
В 1211 году в Паслестину айюбидов переселилось около 300 раввинов из Франции во главе с тосафистом Шимшоном бен Аврахамом из Санса.

## Культура
Период Айюбидов в Палестине (1187—1250) был отмечен строительством домов, рынков, общественных бань и общежитий для паломников. На Храмовой горе проводились многочисленные работы. По приказу Саладина Иерусалим вернулся к мусульманскому облику, все признаки присутствия тамплиеров в мечети Аль-Акса были уничтожены, внутренние стены и столбы Купола Скалы в Иерусалиме были покрыты мрамором, была обновлена мозаика на барабане купола. При айюбидах было пристроено северное крыльцо с тремя воротами мечети Аль-Акса на Храмовой горе в Иерусалиме. Также был отреставрирован Купол Вознесения. Во времена Саладина напротив Храма Гроба Господня, который был сохранён, но передан от крестоносцев Греческой православной общине, с передачей ключей от храма двум мусульманским семьям, была построена Мечеть Омара.
аль-Муаззам занимался постройкой и реставрацией многих зданий Храмовой горы, а также восстановлением и разрушением стен Иерусалима в XIII веке.
Были переименованы города, так Иерусалим стал называться Аль-Кудс, Хеврон — Аль-Халил, Наблус стал Шхемом.

## Отражение в мировой культуре
- фрески о встрече султана аль-Камиля и Франциска Ассизского итальянских художников Джотто ди Бондоне, Таддео ди Бартоло, Таддео Гадди;
- роман Вальтера Скотта «Талисман»;
- фильм «Царство небесное» (2005);
- компьютерные игры Age of Empires II и Stronghold Crusader;
- фильм Арн: Рыцарь-тамплиер / Arn: Tempelriddaren (2007);
- фильм Арн: Объединённое королевство / Arn: Riket vid vägens slut (2008);
- памятник в Израиле — конная статуя в Иерусалиме у Яффских ворот, представляющий собой двух противников — султана Салах-ад-Дина и Ричарда Львиное Сердце;
- сооружения на территории мечети Аль-Акса (минбар, надписи вокруг михраба, куббат Юсуф)[26]